# Contea di Weiyuan
La contea di Weiyuan è una contea della Cina, situata nella provincia del Gansu.